# Danh sách đề cử và giải thưởng của Emily Blunt
Nữ diễn viên người Anh Emily Blunt đã nhận được nhiều giải thưởng và đề cử cho những vai diễn trên màn ảnh rộng. Trong số những giải thưởng, cô đã thắng một Giải Quả Cầu Vàng, một Giải Nghiệp đoàn diễn viên màn ảnh, một Giải Lựa chọn của giới phê bình điện ảnh, và nhận được một đề cử Giải Oscar và bốn đề cử giải Viện Hàn lâm Nghệ thuật Điện ảnh và Truyền hình Anh Quốc.
Blunt thắng Giải Quả Cầu Vàng cho Nữ diễn viên phụ xuất sắc cho vai diễn trong bộ phim chính kịch của BBC, Gideon's Daughter (2006), và nhận được nhiều đề cử cho diễn xuất trong bộ phim hài kịch Yêu nữ thích hàng hiệu (2006), bộ phim lịch sử The Young Victoria (2009), bộ phim hài lãng mạn Salmon Fishing in the Yemen (2013), bộ phim nhạc kịch kỳ ảo Khu rừng cổ tích (2014), Mary Poppins trở lại (2018), và bộ phim tiểu sử giật gân Oppenheimer (2023).
Cô đã thắng giải Giải SAG cho nữ diễn viên phụ xuất sắc nhất nhờ vai diễn trong bộ phim kinh dị Vùng đất câm lặng (2018), và đồng thời được đề cử cho bộ phim tâm lý tội phạm giật gân Cô gái trên tàu (2016), Mary Poppins trở lại, và loạt phim ngắn tập mô phỏng miền viễn tây The English (2022), và Oppenheimer. Cô cũng đã nhận được bốn đề cử giải Viện Hàn lâm Nghệ thuật Điện ảnh và Truyền hình Anh Quốc cho Ngôi sao đang lên, Yêu nữ thích hàng hiệu, Cô gái trên tàu, và Oppenheimer. Năm 2024, cô đã nhận được một  một đề cử Giải Oscar cho Nữ diễn viên phụ xuất sắc nhờ diễn xuất trong Oppenheimer.

## Hiệp hội lớn

### Giải thưởng Viện Hàn lâm
| Năm  | Hạng mục                       | Phim đề cử  | Kết quả | Ref.  |
| ---- | ------------------------------ | ----------- | ------- | ----- |
| 2024 | Nữ diễn viên phụ xuất sắc nhất | Oppenheimer | Đề cử   | [ 1 ] |

### Giải thưởng Điện ảnh Viện Hàn lâm Vương quốc Liên hiệp Anh
| Năm  | Hạng mục                         | Phim đề cử             | Kết quả | Ref.  |
| ---- | -------------------------------- | ---------------------- | ------- | ----- |
| 2007 | Nữ diễn viên phụ xuất sắc nhất   | Yêu nữ thích hàng hiệu | Đề cử   | [ 2 ] |
| 2007 | Giải Ngôi sao đang lên           | Giải Ngôi sao đang lên | Đề cử   | [ 2 ] |
| 2017 | Nữ diễn viên chính xuất sắc nhất | Cô gái trên tàu        | Đề cử   | [ 2 ] |
| 2024 | Nữ diễn viên phụ xuất sắc nhất   | Oppenheimer            | Đề cử   | [ 2 ] |

### Giải Quả cầu vàng
| Năm  | Hạng mục                                                        | Phim đề cử                  | Kết quả   | Ref.  |
| ---- | --------------------------------------------------------------- | --------------------------- | --------- | ----- |
| 2007 | Nữ diễn viên phụ xuất sắc nhất – Phim điện ảnh                  | Yêu nữ thích hàng hiệu      | Đề cử     | [ 3 ] |
| 2007 | Nữ diễn viên phụ xuất sắc nhất – Phim truyền hình               | Gideon's Daughter           | Đoạt giải | [ 3 ] |
| 2010 | Nữ diễn viên điện ảnh chính xuất sắc – Chính kịch               | The Young Victoria          | Đề cử     | [ 3 ] |
| 2012 | Nữ diễn viên chính xuất sắc nhất – Phim nhạc kịch hoặc hài kịch | Salmon Fishing in the Yemen | Đề cử     | [ 3 ] |
| 2015 | Nữ diễn viên chính xuất sắc nhất – Phim nhạc kịch hoặc hài kịch | Khu rừng cổ tích            | Đề cử     | [ 3 ] |
| 2019 | Nữ diễn viên chính xuất sắc nhất – Phim nhạc kịch hoặc hài kịch | Mary Poppins trở lại        | Đề cử     | [ 3 ] |
| 2024 | Nữ diễn viên phụ xuất sắc nhất - Điện ảnh                       | Oppenheimer                 | Đề cử     | [ 3 ] |

### Giải Nghiệp đoàn diễn viên màn ảnh
| Năm  | Hạng mục                                                                       | Phim đề cử           | Kết quả   | Ref.  |
| ---- | ------------------------------------------------------------------------------ | -------------------- | --------- | ----- |
| 2017 | Nữ diễn viên chính xuất sắc                                                    | Cô gái trên tàu      | Đề cử     | [ 4 ] |
| 2019 | Nữ diễn viên chính xuất sắc                                                    | Mary Poppins trở lại | Đề cử     | [ 5 ] |
| 2019 | Nữ diễn viên phụ xuất sắc                                                      | Vùng đất câm lặng    | Đoạt giải | [ 5 ] |
| 2023 | Nữ diễn viên chính xuất sắc nhất trong phim truyền hình hay loạt phim ngắn tập | The English          | Đề cử     | [ 6 ] |
| 2024 | Nữ diễn viên phụ xuất sắc                                                      | Oppenheimer          | Đề cử     | [ 7 ] |
| 2024 | Dàn diễn viên xuất sắc trong phim điện ảnh                                     | Oppenheimer          | Đoạt giải | [ 7 ] |

## Các giải thưởng khác
| Tổ chức                                        | Năm  | Hạng mục                                                                   | Phim                                                       | Kết quả      | Ct.    |
| ---------------------------------------------- | ---- | -------------------------------------------------------------------------- | ---------------------------------------------------------- | ------------ | ------ |
| Giải AACTA                                     | 2016 | Nữ diễn viên chính xuất sắc                                                | Ranh giới                                                  | Đề cử        | [ 8 ]  |
| Giải AACTA                                     | 2019 | Nữ diễn viên phụ xuất sắc                                                  | Vùng đất câm lặng                                          | Đề cử        | [ 9 ]  |
| Liên minh các nữ nhà báo hoạt động về điện ảnh | 2012 | Nữ diễn viên lồng tiếng hoạt hình xuất sắc                                 | Gnomeo & Juliet                                            | Đề cử        | [ 10 ] |
| Liên minh các nữ nhà báo hoạt động về điện ảnh | 2015 | Cách biệt tuổi tác lớn nhất giữa Nam chính và người tình (cùng Tom Cruise) | Cuộc chiến luân hồi                                        | Đề cử        | [ 11 ] |
| Liên minh các nữ nhà báo hoạt động về điện ảnh | 2015 | Ngôi sao hành động nữ xuất sắc                                             | Cuộc chiến luân hồi                                        | Đoạt giải    | [ 12 ] |
| Liên minh các nữ nhà báo hoạt động về điện ảnh | 2016 | Ngôi sao hành động nữ xuất sắc                                             | Ranh giới                                                  | Đề cử        | [ 13 ] |
| Austin Film Critics Association                | 2023 | Nữ diễn viên phụ xuất sắc                                                  | Oppenheimer                                                | Đề cử        | [ 14 ] |
| Britannia Awards                               | 2009 | Nghệ sĩ Anh Quốc của năm                                                   | —                                                          | Đoạt giải    | [ 15 ] |
| British Independent Film Awards                | 2004 | Người mới triển vọng nhất                                                  | My Summer of Love                                          | Đề cử        | [ 16 ] |
| British Independent Film Awards                | 2009 | Nữ diễn viên chính xuất sắc                                                | The Young Victoria                                         | Đề cử        | [ 17 ] |
| Capri Hollywood International Film Festival    | 2023 | Dàn diễn viên xuất sắc nhất                                                | Oppenheimer                                                | Đoạt giải    | [ 18 ] |
| Hiệp hội phê bình phim Chicago                 | 2012 | Nữ diễn viên phụ xuất sắc                                                  | Looper                                                     | Đề cử        | [ 19 ] |
| Giải Lựa chọn của giới phê bình điện ảnh       | 2010 | Nữ diễn viên chính xuất sắc                                                | The Young Victoria                                         | Đề cử        | [ 20 ] |
| Giải Lựa chọn của giới phê bình điện ảnh       | 2013 | Nữ diễn viên chính xuất sắc trong phim hành động                           | Looper                                                     | Đề cử        | [ 21 ] |
| Giải Lựa chọn của giới phê bình điện ảnh       | 2015 | Nữ diễn viên chính xuất sắc trong phim hành động                           | Cuộc chiến luân hồi                                        | Đoạt giải    | [ 22 ] |
| Giải Lựa chọn của giới phê bình điện ảnh       | 2016 | Nữ diễn viên chính xuất sắc trong phim hành động                           | Ranh giới                                                  | Đề cử        | [ 23 ] |
| Giải Lựa chọn của giới phê bình điện ảnh       | 2019 | Nữ diễn viên chính xuất sắc                                                | Mary Poppins trở lại                                       | Đề cử        | [ 24 ] |
| Giải Lựa chọn của giới phê bình điện ảnh       | 2019 | Nữ diễn viên chính xuất sắc trong phim hài                                 | Mary Poppins trở lại                                       | Đề cử        | [ 24 ] |
| Giải Lựa chọn của giới phê bình điện ảnh       | 2024 | Nữ diễn viên phụ xuất sắc                                                  | Oppenheimer                                                | Đề cử        | [ 25 ] |
| Giải Lựa chọn của giới phê bình điện ảnh       | 2024 | Dàn diễn viên xuất sắc nhất                                                | Oppenheimer                                                | Đoạt giải    | [ 25 ] |
| Dallas–Fort Worth Film Critics Association     | 2006 | Nữ diễn viên phụ xuất sắc                                                  | Yêu nữ thích hàng hiệu                                     | Đề cử        | [ 26 ] |
| Dallas–Fort Worth Film Critics Association     | 2009 | Nữ diễn viên chính xuất sắc                                                | The Young Victoria                                         | Đề cử        | [ 27 ] |
| Dallas–Fort Worth Film Critics Association     | 2023 | Nữ diễn viên phụ xuất sắc                                                  | Oppenheimer                                                | Đề cử        | [ 28 ] |
| Detroit Film Critics Society                   | 2014 | Dàn diễn viên xuất sắc nhất                                                | Khu rừng cổ tích                                           | Đề cử        | [ 29 ] |
| Dublin Film Critics' Circle                    | 2015 | Nữ diễn viên chính xuất sắc                                                | Ranh giới                                                  | Đề cử        | [ 30 ] |
| Empire Awards                                  | 2010 | Nữ diễn viên chính xuất sắc                                                | The Young Victoria                                         | Đề cử        | [ 31 ] |
| Empire Awards                                  | 2015 | Nữ diễn viên chính xuất sắc                                                | Cuộc chiến luân hồi                                        | Đề cử        | [ 32 ] |
| Empire Awards                                  | 2016 | Nữ diễn viên chính xuất sắc                                                | Ranh giới                                                  | Đề cử        | [ 33 ] |
| Evening Standard British Film Awards           | 2005 | Người mới triển vọng nhất                                                  | My Summer of Love                                          | Đoạt giải    | [ 34 ] |
| Evening Standard British Film Awards           | 2016 | Nữ diễn viên chính xuất sắc                                                | Ranh giới                                                  | Đề cử        | [ 35 ] |
| Fangoria Chainsaw Awards                       | 2019 | Nữ diễn viên chính xuất sắc                                                | Vùng đất câm lặng                                          | Đề cử        | [ 36 ] |
| Hiệp hội phê bình phim Florida                 | 2023 | Nữ diễn viên phụ xuất sắc                                                  | Oppenheimer                                                | Đề cử        | [ 37 ] |
| Hiệp hội phê bình phim Georgia                 | 2013 | Nữ diễn viên phụ xuất sắc                                                  | Looper                                                     | Đề cử        | [ 38 ] |
| Hiệp hội phê bình phim Georgia                 | 2016 | Nữ diễn viên chính xuất sắc                                                | Ranh giới                                                  | Đề cử        | [ 39 ] |
| Hiệp hội phê bình phim Georgia                 | 2023 | Nữ diễn viên phụ xuất sắc                                                  | Oppenheimer                                                | Á quân       | [ 40 ] |
| Golden Schmoes Awards                          | 2006 | Nữ diễn viên phụ xuất sắc                                                  | Yêu nữ thích hàng hiệu                                     | Đề cử        | [ 41 ] |
| Golden Schmoes Awards                          | 2012 | Nữ diễn viên phụ xuất sắc                                                  | Looper                                                     | Đề cử        | [ 42 ] |
| Golden Schmoes Awards                          | 2014 | Nghệ sĩ giải trí xuất sắc nhất năm                                         | Cuộc chiến luân hồi                                        | Đề cử        | [ 43 ] |
| Golden Schmoes Awards                          | 2015 | Nữ diễn viên chính xuất sắc của năm                                        | Ranh giới                                                  | Đề cử        | [ 44 ] |
| Golden Schmoes Awards                          | 2018 | Nữ diễn viên chính xuất sắc của năm                                        | Mary Poppins trở lại                                       | Đề cử        | [ 45 ] |
| Golden Schmoes Awards                          | 2018 | Nữ diễn viên phụ xuất sắc                                                  | Vùng đất câm lặng                                          | Đoạt giải    | [ 45 ] |
| Golden Schmoes Awards                          | 2018 | Người nổi tiếng được yêu thích nhất năm                                    | —                                                          | Đề cử        | [ 45 ] |
| Giải Gotham                                    | 2012 | Dàn diễn viên xuất sắc nhất (cùng với Rosemarie DeWitt và Mark Duplass)    | Your Sister's Sister                                       | Đoạt giải    | [ 46 ] |
| Giải Gotham                                    | 2023 | Loạt phim đột phá – Dạng dài (giám đốc sản xuất)                           | The English                                                | Đề cử        | [ 47 ] |
| Harper's Bazaar Women of the Year Awards       | 2012 | Diễn viên Anh Quốc của năm                                                 | —                                                          | Đoạt giải    | [ 48 ] |
| Hollywood Critics Association Midseason Awards | 2018 | Nữ diễn viên chính xuất sắc                                                | Vùng đất câm lặng                                          | Đề cử        | [ 49 ] |
| Hollywood Critics Association Midseason Awards | 2021 | Nữ diễn viên phụ xuất sắc                                                  | Vùng đất câm lặng: Phần II                                 | Đề cử        | [ 50 ] |
| Houston Film Critics Society Awards            | 2016 | Nữ diễn viên chính xuất sắc                                                | Ranh giới                                                  | Đề cử        | [ 51 ] |
| Houston Film Critics Society Awards            | 2023 | Nữ diễn viên phụ xuất sắc                                                  | Oppenheimer                                                | Đề cử        | [ 52 ] |
| Giải phim mùa hè IGN                           | 2018 | Nữ diễn viên chính xuất sắc trong phim điện ảnh                            | Mary Poppins trở lại                                       | Đề cử        | [ 53 ] |
| Jupiter Awards                                 | 2011 | Nữ diễn viên quốc tế xuất sắc                                              | The Young Victoria                                         | Đoạt giải    | [ 54 ] |
| Jupiter Awards                                 | 2016 | Nữ diễn viên quốc tế xuất sắc                                              | Ranh giới                                                  | Đề cử        | [ 55 ] |
| Kansas City Film Critics Circle                | 2015 | Nữ diễn viên chính xuất sắc                                                | Ranh giới                                                  | Đề cử        | [ 56 ] |
| London Film Critics' Circle                    | 2005 | Người mới xuất sắc của năm                                                 | My Summer of Love                                          | Đề cử        | [ 57 ] |
| London Film Critics' Circle                    | 2007 | Nữ diễn viên phụ xuất sắc người Anh của năm                                | Yêu nữ thích hàng hiệu                                     | Đoạt giải    | [ 58 ] |
| London Film Critics' Circle                    | 2010 | Nữ diễn viên người Anh của năm                                             | The Young Victoria                                         | Đề cử        | [ 59 ] |
| London Film Critics' Circle                    | 2010 | Nữ diễn viên phụ xuất sắc người Anh của năm                                | Sunshine Cleaning                                          | Đề cử        | [ 59 ] |
| London Film Critics' Circle                    | 2013 | Nữ diễn viên người Anh của năm                                             | Looper và Your Sister's Sister                             | Đề cử        | [ 60 ] |
| London Film Critics' Circle                    | 2015 | Nữ diễn viên người Anh của năm                                             | Khu rừng cổ tích và Cuộc chiến luân hồi                    | Đề cử        | [ 61 ] |
| London Film Critics' Circle                    | 2016 | Nữ diễn viên người Anh/Ai-len của năm]                                     | Ranh giới                                                  | Đề cử        | [ 62 ] |
| London Film Critics' Circle                    | 2019 | Nữ diễn viên người Anh/Ai-len của năm]                                     | Mary Poppins trở lại, Vùng đất câm lặng và Sherlock Gnomes | Đề cử        | [ 63 ] |
| Motovun Film Festival                          | 2005 | Giải đặc biệt của giám khảo (cùng với Natalie Press)                       | My Summer of Love                                          | Đoạt giải    | [ 64 ] |
| MTV Movie & TV Awards                          | 2007 | Vai diễn đột phá xuất sắc                                                  | Yêu nữ thích hàng hiệu                                     | Đề cử        | [ 65 ] |
| MTV Movie & TV Awards                          | 2007 | Diễn viên hài xuất sắc                                                     | Yêu nữ thích hàng hiệu                                     | Đề cử        | [ 65 ] |
| MTV Movie & TV Awards                          | 2018 | Diễn viên kinh dị xuất sắc                                                 | Vùng đất câm lặng                                          | Đề cử        | [ 66 ] |
| Nickelodeon Kids' Choice Awards                | 2017 | Cặp đôi bạn-thù được yêu thích (cùng với Charlize Theron)                  | The Huntsman: Winter's War                                 | Đề cử        | [ 67 ] |
| Nickelodeon Kids' Choice Awards                | 2019 | Nữ diễn viên điện ảnh yêu thích                                            | Mary Poppins trở lại                                       | Đề cử        | [ 68 ] |
| Nickelodeon Kids' Choice Awards                | 2023 | Nữ diễn viên điện ảnh yêu thích                                            | Jungle Cruise                                              | Đề cử        | [ 69 ] |
| Hiệp hội phê bình phim trực tuyến              | 2024 | Nữ diễn viên phụ xuất sắc                                                  | Oppenheimer                                                | Đề cử        | [ 70 ] |
| Palm Springs International Film Festival       | 2019 | Dàn diễn viên xuất sắc                                                     | Mary Poppins trở lại                                       | Đoạt giải    | [ 71 ] |
| Giải sự lựa chọn của công chúng                | 2013 | Diễn viên được yêu thích nhất trong phim hài                               | —                                                          | Đề cử        | [ 72 ] |
| Giải sự lựa chọn của công chúng                | 2016 | Diễn viên được yêu thích nhất trong phim hành động                         | —                                                          | Đề cử        | [ 73 ] |
| Giải sự lựa chọn của công chúng                | 2017 | Diễn viên được yêu thích nhất trong phim chính kịch                        | —                                                          | Đề cử        | [ 74 ] |
| Giải sự lựa chọn của công chúng                | 2018 | Ngôi sao điện ảnh của năm 2018                                             | Vùng đất câm lặng                                          | Đề cử        | [ 75 ] |
| San Francisco Bay Area Film Critics Circle     | 2024 | Nữ diễn viên phụ xuất sắc                                                  | Oppenheimer                                                | Đề cử        | [ 76 ] |
| Santa Barbara International Film Festival      | 2010 | Giải thưởng tài năng                                                       | The Young Victoria                                         | Đoạt giải    | [ 77 ] |
| Giải Vệ Tinh                                   | 2009 | Nữ diễn viên chính xuất sắc – Phim điện ảnh chính kịch                     | The Young Victoria                                         | Đề cử        | [ 78 ] |
| Giải Vệ Tinh                                   | 2009 | Nữ diễn viên phụ xuất sắc – Điện ảnh                                       | Sunshine Cleaning                                          | Đề cử        | [ 78 ] |
| Giải Vệ Tinh                                   | 2015 | Dàn diễn viên xuất sắc – Phim điện ảnh                                     | Khu rừng cổ tích                                           | Đoạt giải    | [ 79 ] |
| Giải Vệ Tinh                                   | 2019 | Nữ diễn viên chính xuất sắc phim nhạc kịch hoặc hài kịch                   | Mary Poppins trở lại                                       | Đề cử        | [ 80 ] |
| Giải Vệ Tinh                                   | 2024 | Nữ diễn viên phụ xuất sắc - Điện ảnh                                       | Oppenheimer                                                | Chưa công bố | [ 81 ] |
| Giải Vệ Tinh                                   | 2024 | Dàn diễn viên xuất sắc – Phim điện ảnh                                     | Oppenheimer                                                | Đoạt giải    | [ 82 ] |
| Giải Sao Thổ                                   | 2012 | Nữ diễn viên phụ xuất sắc                                                  | The Adjustment Bureau                                      | Đoạt giải    | [ 83 ] |
| Giải Sao Thổ                                   | 2015 | Nữ diễn viên chính xuất sắc                                                | Cuộc chiến luân hồi                                        | Đề cử        | [ 84 ] |
| Giải Sao Thổ                                   | 2016 | Nữ diễn viên chính xuất sắc                                                | Ranh giới                                                  | Đề cử        | [ 85 ] |
| Giải Sao Thổ                                   | 2017 | Nữ diễn viên chính xuất sắc                                                | The Girl on the Train                                      | Đề cử        | [ 86 ] |
| Giải Sao Thổ                                   | 2019 | Nữ diễn viên chính xuất sắc                                                | Mary Poppins trở lại                                       | Đề cử        | [ 87 ] |
| Giải Sao Thổ                                   | 2022 | Nữ diễn viên chính xuất sắc                                                | Vùng đất câm lặng: Phần II                                 | Đề cử        | [ 88 ] |
| Giải Sao Thổ                                   | 2023 | Nữ diễn viên phụ xuất sắc                                                  | Oppenheimer                                                | Đoạt giải    | [ 89 ] |
| Scream Awards                                  | 2010 | Nữ diễn viên xuất sắc trong phim kinh dị                                   | Người sói                                                  | Đề cử        | [ 90 ] |
| St. Louis Film Critics Association             | 2018 | Nữ diễn viên phụ xuất sắc                                                  | Vùng đất câm lặng                                          | Đề cử        | [ 91 ] |
| St. Louis Film Critics Association             | 2023 | Nữ diễn viên phụ xuất sắc                                                  | Oppenheimer                                                | Đề cử        | [ 92 ] |
| Giải thưởng Lựa chọn Thiếu niên                | 2006 | Lựa chọn điện ảnh: Ngôi sao nữ đột phá                                     | Yêu nữ thích hàng hiệu                                     | Đề cử        | [ 93 ] |
| Giải thưởng Lựa chọn Thiếu niên                | 2014 | Lựa chọn diễn viên điện ảnh nữ: Phim hành động                             | Cuộc chiến luân hồi                                        | Đề cử        | [ 94 ] |
| Giải thưởng Lựa chọn Thiếu niên                | 2019 | Lựa chọn diễn viên nữ trong phim Khoa học/Kỳ ảo                            | Mary Poppins trở lại                                       | Đề cử        | [ 95 ] |
| Vancouver Film Critics Circle                  | 2010 | Nữ diễn viên chính xuất sắc trong phim Canada                              | The Young Victoria                                         | Đoạt giải    | [ 96 ] |
| Vancouver Film Critics Circle                  | 2024 | Nữ diễn viên phụ xuất sắc                                                  | Oppenheimer                                                | Đề cử        | [ 97 ] |
| Washington D.C. Area Film Critics Association  | 2014 | Dàn diễn viên xuất sắc nhất                                                | Khu rừng cổ tích                                           | Đề cử        | [ 98 ] |
| Washington D.C. Area Film Critics Association  | 2023 | Nữ diễn viên phụ xuất sắc                                                  | Oppenheimer                                                | Đề cử        | [ 99 ] |
| Washington D.C. Area Film Critics Association  | 2023 | Dàn diễn viên xuất sắc nhất                                                | Oppenheimer                                                | Đoạt giải    | [ 99 ] |

Notes
1. ↑  Năm giải thưởng được trao

## Các giải danh dự
| Năm  | Tổ chức                             | Hạng mục                        | Kết quả   | Ref.    |
| ---- | ----------------------------------- | ------------------------------- | --------- | ------- |
| 2007 | Women in Film Crystal + Lucy Awards | MaxMara Gương mặt của tương lai | Vinh danh | [ 100 ] |
| 2010 | Costume Designers Guild             | Giải Swarovski                  | Vinh danh | [ 101 ] |
| 2018 | Savannah Film Festival              | Giải biểu tượng                 | Vinh danh | [ 102 ] |
| 2018 | Variety's Power of Women            | Người được vinh danh            | Vinh danh | [ 103 ] |
| 2023 | Variety's Power of Women            | Giải Alumni                     | Vinh danh | [ 104 ] |